# 鹿水川
鹿水川（かなみずがわ）は、福島県南会津郡南会津町を流れる阿賀野川水系只見川支流伊南川の3次支流である。

## 地理
黒岩山 (1,130m) 東麓に端を発し、「宮床湿原」から流れる沢を加え「伝上山」(999.4m) の山麓を大きく弧を描く様に迂回し会津高原南郷スキー場下流にて伊南川に流入する。

## 高清水自然公園
南会津町南郷地域の高清水自然公園は、遊歩道やキャンプ場、管理棟などの施設が整備されており、公園近くにはヒメサユリの群生地がある。1989年（平成元年）に自然公園として整備された。
宮床湿原やスキー場など四季折々に多くの人が訪れる自然豊かな森である。
- 面積 : 52 ha
- 標高 : 810 m
- 天然林 : 100 %
- 主な樹種 : コナラ・ミズナラ・アカマツ
- 制限林 : 干害防備保安林、保健保安林
- 所在地：福島県南会津郡南会津町界字長池沢口（データは指定年1995年（平成7年）7月）

### 水源の森高清水
中流の「沼の沢」上流に位置する「高清水自然公園」一帯に広がる森林で「水源の森高清水」として水源の森百選に指定されている。